# Zisterzienserinnenabtei La Woestyne
Die Zisterzienserinnenabtei La Woestyne (auch: La Woestine) war von 1195 bis ungefähr 1792 ein Kloster der Zisterzienserinnen in Renescure, Département Pas-de-Calais, in Frankreich.

## Geschichte
Das 1195 in Renescure, östlich Arques (Pas-de-Calais), gestiftete Kanonikerkloster wurde 1217 durch Zisterzienserinnen von La Brayelle (und/oder Blendecques) besiedelt und trug den Namen "Maria Wüste" (Notre-Dame de la Woestyne, auch: Woestine, nach niederländisch woestijn = Wüste). Es stand unter der Leitung des nahegelegenen Klosters Clairmarais. La Woestyne wurde von der Französischen Revolution vernichtet. Die wenigen Überreste gehören heute zum Firmengelände von Bonduelle. Die Nonne Hyacinthe Dewismes (1760–1828) aus La Woestyne, die u. a. in das Kloster Himmelpforten (Ense) geflüchtet war, gehörte zum Kreise der Gründerinnen der Bernhardinerinnen von Esquermes, deren Mutterhaus heute das Kloster La Cessoie ist.